# Tachineo clarkii
Tachineo clarkii är en tvåvingeart som först beskrevs av Frederick Wollaston Hutton 1901.  Tachineo clarkii ingår i släktet Tachineo och familjen parasitflugor. Inga underarter finns listade i Catalogue of Life.